# جیمز گمبل
جیمز گمبل (به انگلیسی: James Gamble) (زاده ۳ آوریل ۱۸۰۳ - درگذشته ۲۹ آوریل ۱۸۹۱) کارآفرین، صنعتگر و صابونساز ایرلندی-آمریکایی بود، که در سال ۱۸۳۷ با مشارکت ویلیام پروکتر، شرکت پروکتر اند گمبل را تأسیس نمود.